# Microcalyptra nigrifemur
Microcalyptra nigrifemur är en tvåvingeart som beskrevs av Fritz Isidore van Emden 1941. Microcalyptra nigrifemur ingår i släktet Microcalyptra och familjen husflugor. Inga underarter finns listade i Catalogue of Life.